# Chris Eckstrom
Christine (Chris) F. Eckstrom is een schrijfster, editor, producer gespecialiseerd in de natuur. Ze maakt ook video's.
Zij is geboren in Bryn Mawr Pennsylvania. Zij groeide op in Washington D.C., South Carolina en New England. Zij werkte vijftien jaar bij National Geographic. Zij schreef artikelen voor bladen als Audubon, International Wildlife, National Geographic Traveler, Terre Sauvage (Frankrijk) en Sinra (Japan). Eckstrom woont in Santa Cruz in Californië in Amerika waar ze The Frans Lanting Studio heeft met de natuurfotograaf Frans Lanting. 
Vanaf 1990 maakten ze samen diverse (natuur)boeken, zij schrijft de tekst en stelt de boeken samen; hij fotografeert.
Zij reisden hiervoor samen naar diverse delen van de wereld zoals onder andere Australië, Zuid-Amerika, Afrika en Alaska waarvan ze diverse video's heeft gemaakt zoals Frans Lanting and the Cloud Goats of India. 
Ze heeft diverse artikelen geschreven over de natuur.
In 1996 en 1997 ging ze naar Afrika en Alaska en maakte ze een video over Frans' wildlife photography op een locatie in Kenia. In 1998 werkten Eckstrom en Lanting in Australië en Centraal en Zuid-Amerika. In 2004 gingen ze naar de vulkanen van Hawaï, de canyons van het Colorado Plateau en de wildernis van Zambia’s Luangwa Valley.